# Náplast
Náplast (latinsky: emplastra, zkratka: empl.) je, jakožto zdravotnický materiál, vhodným způsobem upravená lepicí páska, sloužící k překrytí rány, fixaci obvaziva nebo k nouzové fixaci poranění. Náplast může být v části vybavena polštářkem (nejčastěji průdušným), nesoucím ve své struktuře léčivo – antiseptikum, desinficiens nebo cíleně působící prostředek (hormonální náplasti, nikotinové náplasti, salicylové náplasti, náplasti používané při léčbě bolesti).

## Zdravotnické náplasti

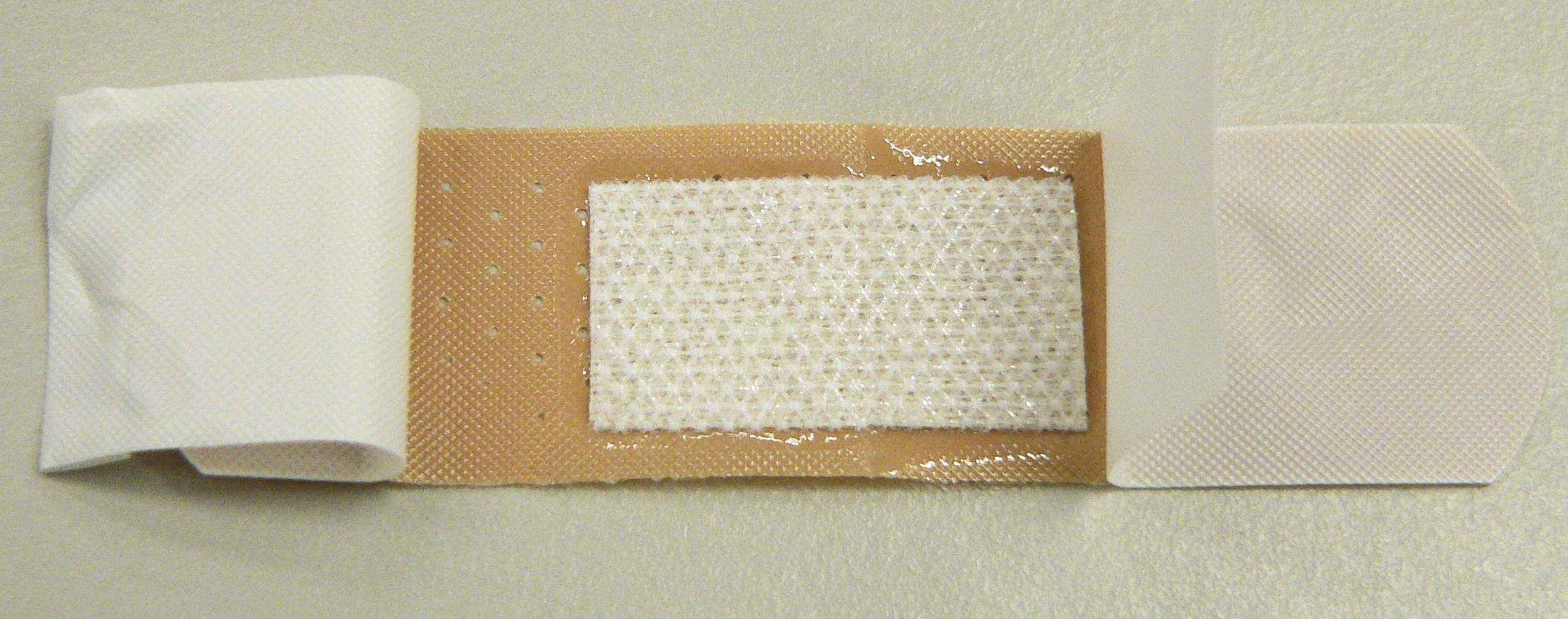
Náplast s polštářkem

Na materiál náplasti jsou kladeny vysoké požadavky – náplast musí být vysoce adhezivní, ale při snímání nesmí poškozovat pokožku, nesmí být alergogenní, požadována je vodostálost, vysoká pevnost, vysoká poddajnost a v neposlední řadě i estetická přijatelnost.
Náplast bývá balena v ochranném sterilním obalu, překrývajícím zejména část, určenou pro přímý styk s ránou. Lepicí plochy jsou překryty lehkosnímatelnými materiály, chránícími lepivou plochu před vysycháním a znečištěním.

### Pomocné upevňování
Samostatnou skupinu tvoří náplasti sloužící jako pomocný materiál při upevňování jiného obvazového materiálu. Tyto náplasti jsou dodávány ve svitcích či v metráži a nemají ochranný polštářek.
S takovou přišla původně firma Leukoplast: Nanesla zdravotně nezávadné lepidlo na textilní pásku. Leukoplast se používá dodnes, i lepidlo je na stejném principu směsi oxidu zinečnatého a kaučuku.
Takové náplasti se samovolně začínají odlepovat od svého rohu, proto se pro prodloužení jejich trvanlivosti jejich rohy zakulacují.

## Potravinářské náplasti
Dalším zvláštním typem náplastí jsou detekovatelné náplasti. Výrazně modře zbarvené náplasti obsahují tenký aluminiový proužek, který je snadno rozpoznatelný pomocí detektoru kovů. Hlavní využití těchto náplastí je v potravinářském průmyslu, kde hrozí nebezpečí kontaminace uvolněnou náplastí.